# Burgerplatform (Russische politieke partij)
Burgerplatform (Russisch:  Гражда́нская Платфо́рма, Grazjdanskaja Platforma, GP) is een Russische politieke partij opgericht en tot 2015 geleid door de oligarch Michail Prochorov (*1965). Sindsdien staat Riftat Sjaichoetdinov (*1963) aan het roer van GP. De partij gaat door voor liberaal conservatief. De partij steunt het midden- en kleinbedrijf, staat voor een liberale economie, maar is (naar eigen zeggen) gekant tegen het neoliberalisme.

## Geschiedenis
Burgerplatform werd op 4 juni 2012 opgericht door Prochorov, die tot dan toe lid was geweest van Rechtse Zaak en vanaf 2011 het voorzitterschap van die partij vervulde. In 2011 deed Prochorov als onafhankelijke kandidaat mee aan de presidentsverkiezingen van dat jaar waar hij het opnam tegen Poetin. Hij kreeg 7,94% van de stemmen. In 2015 werd Pochorov als partijleider vervangen door Riftat Sjaichoetdinov Bij de parlementsverkiezingen van 2016 kreeg de partij 0,2% van de stemmen, goed voor een zetel in de Staatsdoema
Bij de parlementsverkiezingen van 2021 verzilverde BP het resultaat van 2016.
Burgerplatform maakt deel uit van de zogenaamde "constructieve oppositie." De partij is niet aangesloten bij het Al-Russisch Volksfront.

## Verkiezingsresultaten
| 2016 | 115.433 | 0,22 | 1 / 450 |
| 2021 | 86.964  | 0,15 | 1 / 450 |